# Witold Sielewicz
Witold Władysław Sielewicz (ur. 1 grudnia 1955 w Warszawie) – polski samorządowiec i przedsiębiorca, działacz opozycji w okresie PRL, wiceburmistrz Żoliborza.

## Życiorys
Ukończył XXI Liceum Ogólnokształcące im. Hugona Kołłątaja w Warszawie. Do 1981 studiował na Wydziale Elektroniki Politechniki Warszawskiej. W 2001 został absolwentem warszawskiej Wyższej Szkoły Zarządzania i Marketingu.
Pod koniec lat 70. związał się z Komitetem Obrony Robotników, pisywał do czasopisma „Robotnik”, współpracował z drugoobiegowym wydawnictwem NOWa. Zatrudniony był Stołecznym Ośrodku Elektronicznej Techniki Obliczeniowej i Polskim Radiu. Od 1980 do 1981 pracował jako drukarz w Regionie Mazowsze NSZZ „Solidarność”, następnie w biurze NZS. Po wprowadzeniu stanu wojennego internowany na okres ponad 11 miesięcy.
Po zwolnieniu prowadził własną firmę remontową i gospodarstwo rolne. W wyborach samorządowych w 1990 został wybrany na radnego gminy Raszyn z ramienia Komitetu Obywatelskiego, następnie powołany w skład jej zarządu. Był jednocześnie delegatem do sejmiku województwa stołecznego. Jako wiceburmistrz odpowiadał m.in. za strategię rozwoju gminy Raszyn, był współautorem koncepcji budowy centrum handlowego w Jankach. W wyborach samorządowych w 1994 został wybrany do rady gminy Nadarzyn z ramienia Unii Wolności i Samorządności. Od 1998 do 2003 pełnił obowiązki zastępcy dyrektora zarządu Dzielnicy Ochota Gminy Centrum. W 2006 mianowany wiceburmistrzem dzielnicy Żoliborz (z rekomendacji PD).
Od 1990 był członkiem ROAD, Unii Demokratycznej i Unii Wolności, w 2005 przystąpił do Partii Demokratycznej – demokraci.pl. Później stanął na czele lokalnego ugrupowania Projekt Żoliborz, które uzyskało 4 mandaty w radzie dzielnicy w wyborach samorządowych w 2010. Utrzymał wówczas stanowisko wiceburmistrza na kolejną kadencję.
Działacz społeczny, został m.in. członkiem władz Fundacji „Samostanowienie”, Fundacji Wschodniej im. Jerzego Giedroycia (zasiadł w jej radzie) oraz Stowarzyszenia Wolnego Słowa, a także przewodniczącym komisji rewizyjnej Ogólnopolskiego Stowarzyszenia Kupców i Drobnej Wytwórczości. Laureat Nagrody Polonii (1984) oraz Nagrody Ministra Kultury i Dziedzictwa Narodowego (1999) nadanej za zasługi dla niezależnej kultury. W 2009 odznaczony Krzyżem Komandorskim Orderu Odrodzenia Polski. W 2016 otrzymał Krzyż Wolności i Solidarności.